# Pertica Bassa
Pertica Bassa es una comune italiana situada en la provincia de Brescia, en Lombardía. Tiene una población estimada, a fines de marzo de 2022, de 566 habitantes.

## Evolución demográfica
| Gráfica de evolución demográfica de Pertica Bassa entre 1861 y 2022 |
|                                                                     |
| Fuente: ISTAT - Elaboración gráfica de Wikipedia                    |